# Municipio de Brady (Ohio)
El municipio de Brady (en inglés: Brady Township) es un municipio ubicado en el condado de Williams en el estado estadounidense de Ohio. En el año 2010 tenía una población de 2602 habitantes y una densidad poblacional de 35,06 personas por km².

## Geografía
El municipio de Brady se encuentra ubicado en las coordenadas 41°33′47″N 84°25′36″O / 41.56306, -84.42667. Según la Oficina del Censo de los Estados Unidos, el municipio tiene una superficie total de 74.21 km², de la cual 74,13 km² corresponden a tierra firme y (0,1 %) 0,08 km² es agua.

## Demografía
Según el censo de 2010, había 2602 personas residiendo en el municipio de Brady. La densidad de población era de 35,06 hab./km². De los 2602 habitantes, el municipio de Brady estaba compuesto por el 95,96 % blancos, el 1,08 % eran afroamericanos, el 0,15 % eran amerindios, el 0,38 % eran asiáticos, el 1,08 % eran de otras razas y el 1,35 % eran de una mezcla de razas. Del total de la población el 3,34 % eran hispanos o latinos de cualquier raza.